# Persecución a los paganos en el Imperio romano tardío

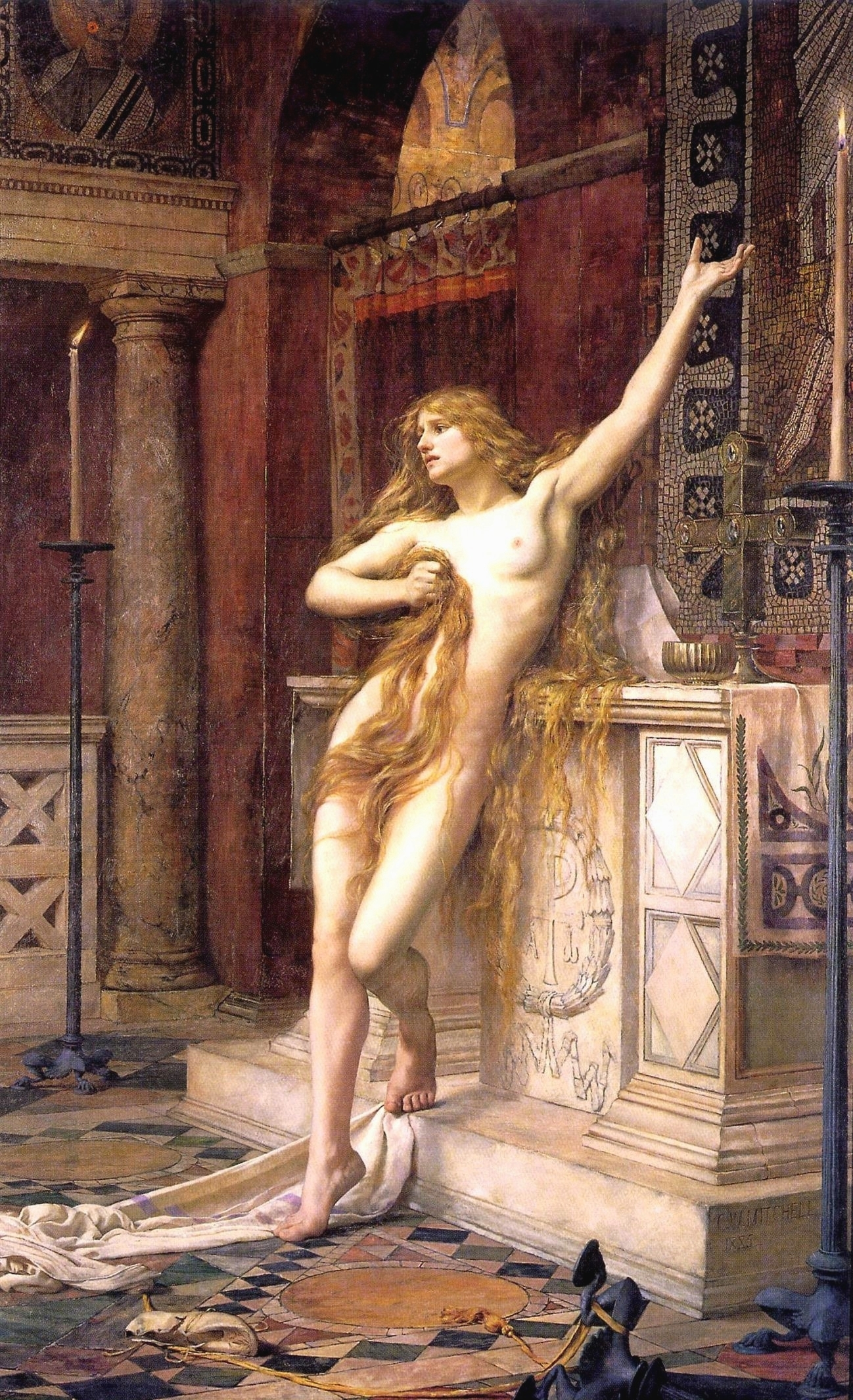
Hipatia, por Charles William Mitchell, la más famosa víctima durante las revueltas sociales en Alejandría.

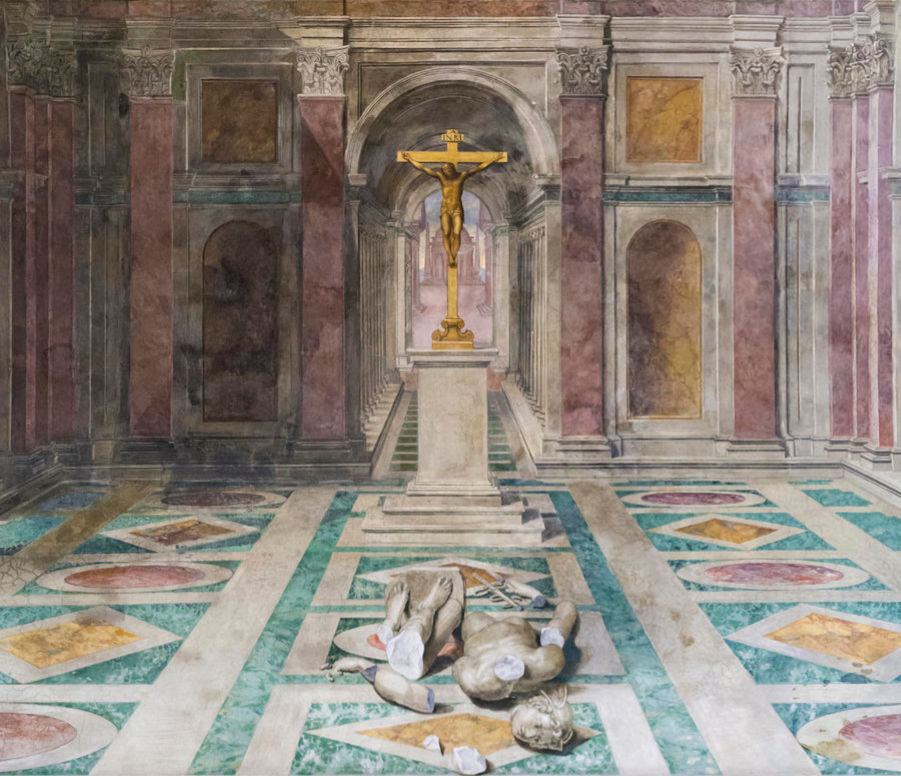
Triunfo del Cristianismo, de Tommaso Laureti, de la sala de Constantino del Palacio Vaticano.

La persecución a los paganos en el Imperio romano tardío se produjo a finales del siglo IV d. C. (Imperio romano tardío) en época del emperador Teodosio el Grande (380-395), aunque las primeras medidas antipaganas se adoptaron durante el reinado de Constantino el Grande, después de que este se convirtiera al cristianismo en 312. Fueron ampliadas y desarrolladas por los emperadores siguientes, todos ellos cristianos, excepto Juliano, quien durante su corto reinado (361-363) intentó restaurar el culto romano tradicional en detrimento del cristianismo.
En el siglo VI el emperador del Imperio romano de Oriente Anastasio I será el primero en jurar proteger el cristianismo para ser proclamado Augusto.
Sin embargo, desde los tiempos de la República, y más tarde durante el Imperio, la tradición romana era la tolerancia con la mayoría de las religiones y prácticas religiosas de los pueblos que iban cayendo bajo su dominio, aunque se prohibieron ciertos ritos y prácticas adivinatorias. En opinión del historiador católico y sacerdote Philip Hughes, algunas religiones habrían sido prohibidas por razones políticas más que por celo dogmático.

## Antecedentes
El Imperio Romano normalmente toleraba otras religiones en la medida en que se ajustaran a las nociones romanas de lo que significaba la religión adecuada y si sus deidades podían correlacionarse con las deidades romanas.[cita requerida]
A principios del siglo III, Dion Casio esbozó la política imperial romana hacia la tolerancia religiosa:

No sólo debéis adorar lo divino en todas partes y en todos los sentidos de acuerdo con nuestras tradiciones ancestrales, sino también obligar a todos los demás a honrarlo. A aquellos que intentan distorsionar nuestra religión con ritos extraños debéis odiarlos y castigarlos, no sólo por el bien de los dioses... sino también porque esas personas, al introducir nuevas divinidades, persuaden a muchas personas a adoptar prácticas extranjeras, que conducen a conspiraciones. revueltas y facciones, que son totalmente inadecuadas para el monarca".
Dion Casio, Hist. Rom. LII.36.1–2

Durante los tres primeros siglos del Imperio los emperadores dictaron leyes y normas que restringían la práctica de determinados cultos, prácticas y religiones, entre las que se encuentran las siguientes:    
Bacanales
En 186 a. C., el Senado romano emitió un decreto que restringía severamente las Bacanales, ritos extáticos celebrados en honor a Dioniso. Livio registra que esta persecución se debió al hecho de que "no había nada malo, nada flagrante, que no se hubiera practicado entre ellos" y que "un mayor número fueron ejecutados que encarcelados; de hecho, la multitud de hombres y mujeres que sufrido en ambos sentidos, fue muy considerable". Livio describe las percepciones romanas de la secta de las Bacanales (que compartía) en su Ab Urbe Condita Libri (38,9-18), entre estas descripciones se encuentran:

El daño no sería grave si hubieran perdido su virilidad a causa de su libertinaje (la desgracia recaería principalmente sobre ellos mismos) y hubieran evitado la indignación abierta y la traición secreta. Nunca ha habido un mal tan gigantesco en la república, ni uno que haya afectado a mayor número o haya causado más crímenes. Cualesquiera que sean los casos de lujuria, traición o crimen que hayan ocurrido durante estos últimos años, se han originado, pueden estar perfectamente seguros, en ese santuario de ritos impíos. Aún no han revelado todos los objetivos criminales de su conspiración. Hasta ahora, su asociación impía se limita a crímenes individuales; todavía no tiene fuerza suficiente para destruir la comunidad. Pero el mal avanza sigilosamente y crece día a día; ya es demasiado grande para limitar su acción a ciudadanos individuales; parece ser supremo en el Estado.

En una tablilla de bronce encontrada en Tiriolo, Italia en 1640, se lee un decreto romano:

Que a ninguno de ellos le importe tener un santuario de Baco... Que ningún hombre, ya sea ciudadano romano o aliado latino u otro aliado, tenga la intención de ir a una reunión de Bacantes... Que ningún hombre sea sacerdote. Que nadie, hombre o mujer, sea amo. Que ninguno de ellos tenga la intención de mantener un fondo común. Que nadie tenga la intención de convertir a cualquier hombre o mujer en funcionario o funcionario temporal. De ahora en adelante, nadie tenga la intención de conspirar, conspirar, conspirar o hacer votos en común entre ellos o jurar lealtad entre sí.
Si hay alguno que transgreda los decretos antes expuestos, se le impondrá la pena capital. – Decreto del Senado sobre los ritos de Baco.

Druidas
Los druidas eran vistos como esencialmente no romanos: una prescripción de Augusto prohibía a los ciudadanos romanos practicar ritos "druídicos". Plinio el Viejo informa que bajo Tiberio los druidas fueron suprimidos—junto con los adivinos y médicos (celtas)—por un decreto del Senado, y Claudio prohibió completamente sus ritos en el 54 d. C. Se alegaba que los druidas practicaban sacrificios humanos, una práctica aborrecible para los romanos. Plinio el Viejo (23-79 d. C.) escribió: "Es incalculable cuán grande es la deuda contraída con los romanos, quienes arrasaron con los ritos monstruosos, en los que matar a un hombre era el deber religioso más alto y para que fuera comido un pasaporte a la salud".
Judaísmo
Tiberio prohibió el judaísmo en Roma, y Claudio los expulsó de la ciudad.
La crisis bajo Calígula (37-41) ha sido propuesta como la "primera ruptura abierta entre Roma y los judíos", pero los problemas ya eran evidentes durante el censo de Quirinio en el año 6 d. C. y bajo Sejano (antes del 31).
Después de una serie de guerras judeo-romanas (66-135), Adriano cambió el nombre de la provincia de Judea a Siria-Palestina y de Jerusalén a Aelia Capitolina en un intento de borrar los vínculos históricos del pueblo judío con la región. Además, después del año 70, a los judíos sólo se les permitía practicar su religión si pagaban el Fiscus Judaicus, y después del año 135 se les prohibía la entrada a Aelia Capitolina excepto el día de Tisha b'Av.
Maniqueísmo
La primera reacción y legislación oficial contra el maniqueísmo por parte del Estado romano tuvo lugar bajo Diocleciano. En un edicto oficial llamado De Maleficiis et Manichaeis (302) compilado en la Collatio Legum Mosaicarum et Romanarum y dirigido al procónsul de África, Diocleciano escribió:

Hemos oído que los maniqueos [...] han creado sectas nuevas y hasta ahora inauditas en oposición a los credos más antiguos para poder desechar las doctrinas que el favor divino nos concedió en el pasado en beneficio de sus propia doctrina depravada. Han surgido recientemente como monstruos nuevos e inesperados entre la raza de los persas -una nación todavía hostil a nosotros- y se han introducido en nuestro imperio, donde están cometiendo muchos ultrajes, perturbando la tranquilidad de nuestro pueblo e incluso infligiendo graves daños a las comunidades cívicas. Tenemos motivos para temer que con el paso del tiempo se esfuercen, como suele suceder, en infectar a los modestos y tranquilos de naturaleza inocente con las costumbres condenables y las leyes perversas de los persas como con el veneno de una (serpiente) maligna... Ordenamos que los autores y líderes de estas sectas sean sometidos a severos castigos y, junto con sus abominables escritos, quemados en las llamas. Ordenamos que sus seguidores, si continúan recalcitrantes, sufrirán la pena capital y sus bienes serán confiscados por el tesoro imperial. Y si aquellos que se han pasado a ese credo hasta ahora inaudito, escandaloso y totalmente infame, o al de los persas, son personas que ocupan cargos públicos, o tienen algún rango o condición social superior, usted se ocupará de ello. que sus propiedades sean confiscadas y los infractores enviados a la (cantera) de Phaeno o a las minas de Proconnesus. Y para que esta plaga de iniquidad sea completamente extirpada de esta nuestra feliz época, que vuestra devoción se apresure a cumplir nuestras órdenes y mandatos.

## Legislación

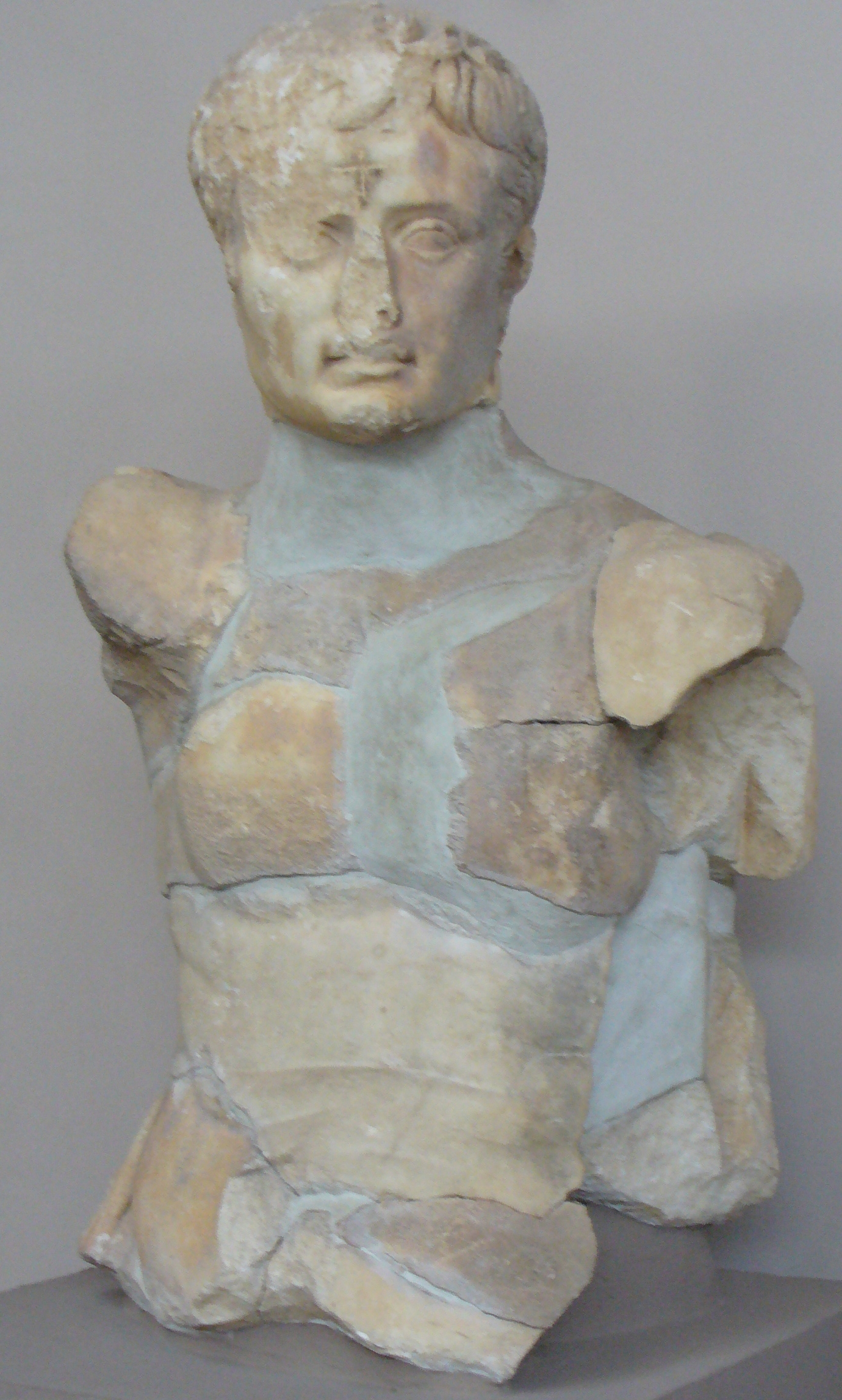
Imagen divinizada de Augusto, desfigurada y con una cruz grabada en la frente.

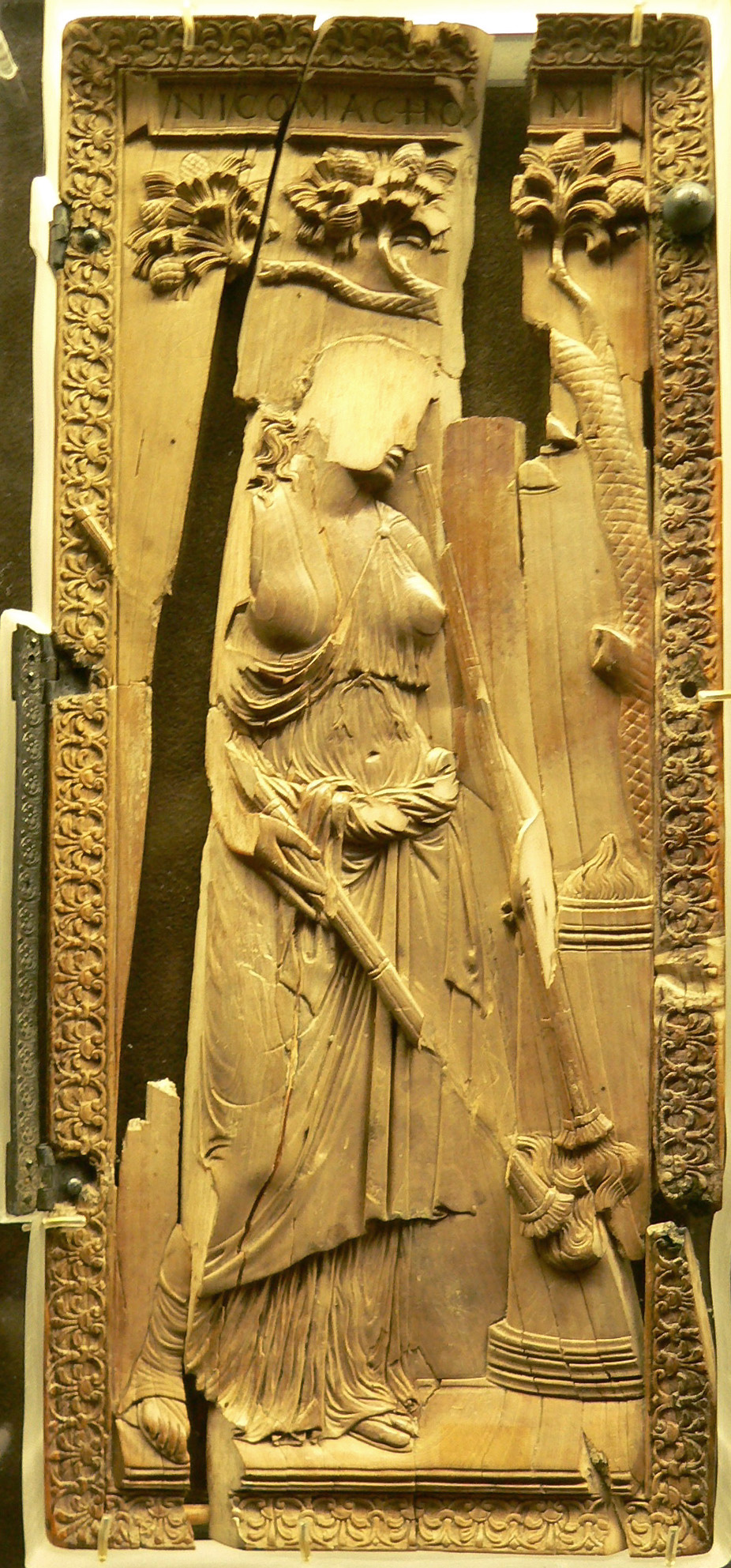
Relieve de Ceres desfigurado y arrojado a una fuente del monasterio de Montier-en-Der, donde fue encontrado.

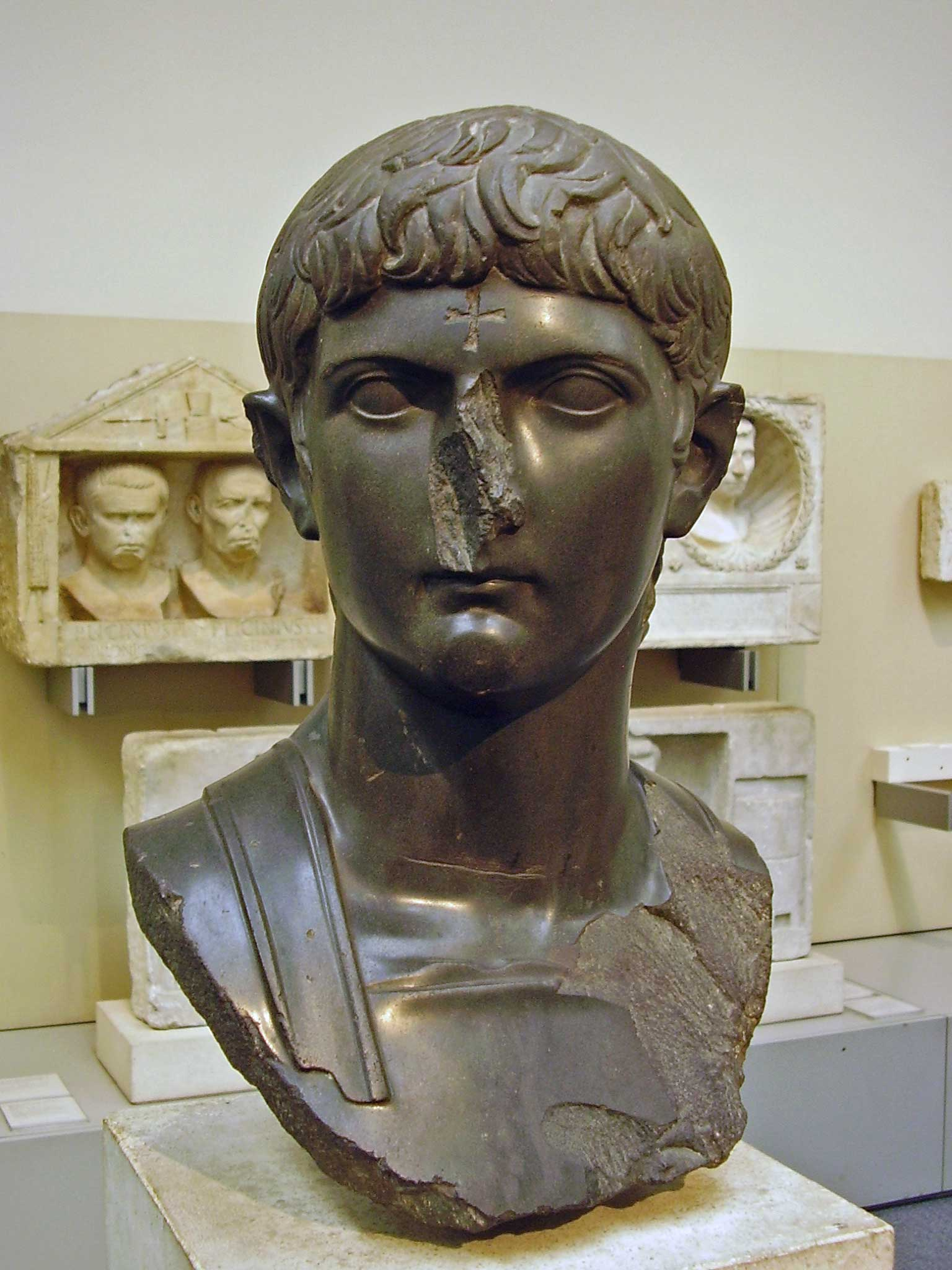
Imagen de Germánico, desfigurada y con una cruz grabada en la frente.

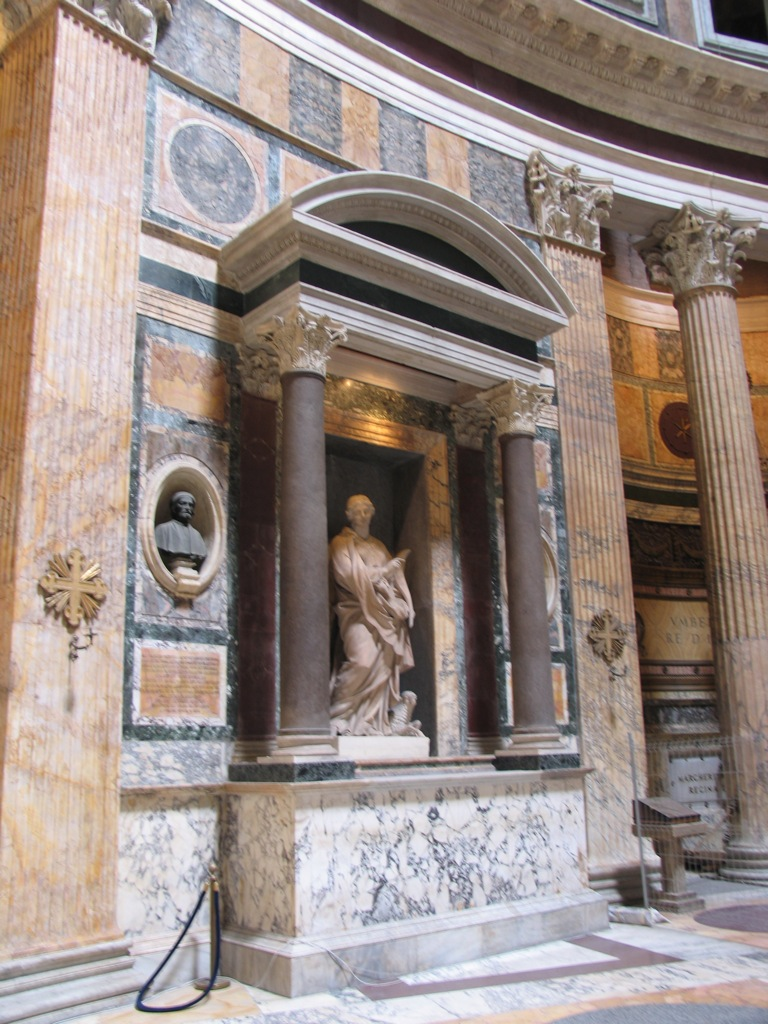
Imagen cristiana del interior del Panteón de Agripa, templo romano donado por el emperador Focas al papa Bonifacio IV, que lo reconvirtió en una iglesia.

En el Código Teodosiano, compilado en 429 por orden del emperador del Imperio romano de Oriente Teodosio II, se pueden encontrar numerosos edictos contra la práctica de magia, adivinación, sacrificios y otros rituales «bárbaros» (no romanos); la primera legislación anti-mágica imperial tiene su origen en el primer emperador Octavio Augusto, que publicó un edicto por el cual todos los videntes, magos y astrólogos debían ser expulsados de la ciudad de Roma, y a los necromantes se les debía dar muerte. En tiempos tardo-imperiales también se encuentran edictos sobre asuntos religiosos.

### Bajo Constantino I (312-337)
- 315. CTh.16.8.1pr. Imp. constantinus a. ad evagrium. iudaeis et maioribus eorum et patriarchis volumus intimari, quod, si quis post hanc legem aliquem, qui eorum feralem fugerit sectam et ad dei cultum respexerit, saxis aut alio furoris genere, quod nunc fieri cognovimus, ausus fuerit adtemptare, mox flammis dedendus est et cum omnibus suis participibus concremandus. (315 oct. 18).

Aquel judío que convertido al cristianismo, lance su ira contra su comunidad, será lanzado a las llamas.
- CTh.9.16.3 Imp. constantinus a. et c. ad bassum pf. p. eorum est scientia punienda et severissimis merito legibus vindicanda, qui magicis accincti artibus aut contra hominum moliti salutem aut pudicos ad libidinem deflexisse animos detegentur. nullis vero criminationibus implicanda sunt remedia humanis quaesita corporibus aut in agrestibus locis, ne maturis vindemiis metuerentur imbres aut ruentis grandinis lapidatione quaterentur, innocenter adhibita suffragia, quibus non cuiusque salus aut existimatio laederetur, sed quorum proficerent actus, ne divina munera et labores hominum sternerentur. dat. x. kal. iun. aquileia, crispo et constantino caess. coss.

Serán castigados con el castigo más severo aquellos que utilicen las artes mágicas para dañar a otros hombres, corromper sus mentes y llevarlos a la lujuria. No se puede buscar remedios en cuerpos humanos (sacrificios) ni lugares agrestes (supersticiones bárbaras) para proteger el campo de lluvias y granizadas.
- 319. CTh.9.16.2 Idem a. ad populum. haruspices et sacerdotes et eos, qui huic ritui adsolent ministrare, ad privatam domum prohibemus accedere vel sub praetextu amicitiae limen alterius ingredi, poena contra eos proposita, si contempserint legem. qui vero id vobis existimatis conducere, adite aras publicas adque delubra et consuetudinis vestrae celebrate sollemnia: nec enim prohibemus praeteritae usurpationis officia libera luce tractari. dat. id. mai. constantino a. v et licinio conss. (319 mai. 15).

Los arúspices y sacerdotes, y a los que acostumbran a oficiar este rito, les prohibimos acercarse a una casa particular, o traspasar el umbral de otra con pretexto de amistad, bajo pena si desprecian la ley. Pero los que piensen que deben contratarlos, vayan a los altares públicos y celebren las solemnidades de su costumbre. (También promulgado por Licinio)
- 319. CTh.9.16.1 Imp. constantinus a. ad maximum. nullus haruspex limen alterius accedat nec ob alteram causam, sed huiusmodi hominum quamvis vetus amicitia repellatur, concremando illo haruspice, qui ad domum alienam accesserit et illo, qui eum suasionibus vel praemiis evocaverit, post ademptionem bonorum in insulam detrudendo: superstitioni enim suae servire cupientes poterunt publice ritum proprium exercere. accusatorem autem huius criminis non delatorem esse, sed dignum magis praemio arbitramur. proposita kal. feb. romae constantino a. v et licinio caes. conss. (319 febr. 1 [sept.....]).

Que ningún arúspice se acerque al umbral de otro por ninguna otra razón. Aquellos que deseen servir a su propia superstición podrán realizar públicamente el ritual adecuado. (También promulgado por Licinio)
- 320. CTh.16.10.1pr. Imp. constantinus a. ad maximum. si quid de palatio nostro aut ceteris operibus publicis degustatum fulgore esse constiterit, retento more veteris observantiae quid portendat, ab haruspicibus requiratur et diligentissime scriptura collecta ad nostram scientiam referatur, ceteris etiam usurpandae huius consuetudinis licentia tribuenda, dummodo sacrificiis domesticis abstineant, quae specialiter prohibita sunt. (320/1 dec. 17).

Si se descubre que hay algún brillo en nuestro palacio u otras obras públicas, conservando el significado de la antigua costumbre de respeto, se requiere de los arúspices, y que las escrituras recopiladas con gran cuidado se remiten a nuestro conocimiento, y se solicita permiso. Pudiendo otros realizar esta costumbre, siempre que se abstengan de los sacrificios domésticos, que están especialmente prohibidos.
- 321 CTh.16.8.3 Idem a. decurionibus agrippiniensibus. cunctis ordinibus generali lege concedimus iudaeos vocari ad curiam. verum ut aliquid ipsis ad solacium pristinae observationis relinquatur, binos vel ternos privilegio perpeti patimur nullis nominationibus occupari. dat. iii id. dec. crispo ii et constantino ii cc. conss. (321 dec. 11).

Los judíos pueden y deben optar a los consejos municipales; aunque pueden obtener permiso para eximirse del servicio público obligatorio. 
- 323 CTh.16.2.5 Idem a. ad helpidium. quoniam comperimus quosdam ecclesiasticos et ceteros catholicae sectae servientes a diversarum religionum hominibus ad lustrorum sacrificia celebranda compelli, hac sanctione sancimus, si quis ad ritum alienae superstitionis cogendos esse crediderit eos, qui sanctissimae legi serviunt, si condicio patiatur, publice fustibus verberetur, si vero honoris ratio talem ab eo repellat iniuriam, condemnationem sustineat damni gravissimi, quod rebus publicis vi<n>dicabitur. dat. viii kal. iun. sirmi severo et rufino conss. (323 mai. [?] 25)

Como hemos descubierto que ciertos eclesiásticos y otros servidores de la secta católica son obligados por hombres de diferentes religiones a celebrar los sacrificios del pasado, sancionamos que si alguno cree que los que sirven a la ley santísima deben ser obligados al rito de una superstición extranjera, si la condición lo permite, será golpeado públicamente con garrotes.
- 330 CTh.16.8.2 Idem a. ad ablavium praefectum praetorio. qui devotione tota synagogis iudaeorum patriarchis vel presbyteris se dederunt et in memorata secta degentes legi ipsi praesident, inmunes ab omnibus tam personalibus quam civilibus muneribus perseverent, ita ut illi, qui iam forsitan decuriones sunt, nequaquam ad prosecutiones aliquas destinentur, cum oporteat istiusmodi homines a locis in quibus sunt nulla compelli ratione discedere. hi autem, qui minime curiales sunt, perpetua decurionatus immunitate potiantur. dat. iii kal. decemb. constantinopoli gallicano et symmacho conss. (a. 330 nov. 29).

Los patriarcas o sacerdotes de las sinagogas de los judíos, y que viven en las sectas antes mencionadas presiden la ley por sí mismos, pueden seguir estando inmunes de todas las funciones personales y civiles.
- CTh.16.8.5 Imp. constantinus a. ad felicem pf. p. post alia: eum, qui ex iudaeo christianus factus est, inquietare iudaeos non liceat vel aliqua pulsare iniuria: pro qualitate commissi istius modi contumelia punienda etc. dat. xii. kal. nov. constantinopoli. pp. viii. id. mai. karthagine, nepotiano et facundo coss. haec lex interpretatione non eget.

No le está permitido a quien se ha convertido de judío a cristiano molestar a los judíos o infligir daño alguno, pues la calidad de los insultos cometidos de este tipo debe ser castigado.

### Bajo Constancio II (337-361)
- 339 CTh.16.9.2 Imp. constantius a. ad evagrium. si aliquis iudaeorum mancipium sectae alterius seu nationis crediderit comparandum, mancipium fisco protinus vindicetur: si vero emptum circumciderit, non solum mancipii damno multetur, verum etiam capitali sententia puniatur. quod si venerandae fidei conscia mancipia iudaeus mercari non dubitet, omnia, quae aput eum repperiuntur, protinus auferantur nec interponatur quicquam morae, quin eorum hominum qui christiani sunt possessione careat. et cetera. dat. id. aug. constantio a. ii et constante a. conss. (339 aug. 13).

Si alguno de los judíos cree que está comprando un esclavo de otra secta o nación, el esclavo será vengado inmediatamente ante el tesoro; que si un judío, consciente de su venerable fe, no duda en comprar esclavos, todo lo que se encuentre en su posesión debe serle inmediatamente quitado, y no se debe demorar, para que no se pierdan las posesiones de los que son cristianos. (También promulgado por Constante)
- 341 CTh.16.10.2 Imp. constantius a. ad madalianum agentem vicem praefectorum praetorio. cesset superstitio, sacrificiorum aboleatur insania. nam quicumque contra legem divi principis parentis nostri et hanc nostrae mansuetudinis iussionem ausus fuerit sacrificia celebrare, competens in eum vindicta et praesens sententia exeratur. accepta marcellino et probino conss. (341).

Que cese la superstición, que quede abolida la locura de los sacrificios. Porque cualquiera que se atreva a celebrar sacrificios contrarios a la ley del divino príncipe, nuestro padre, que se pronuncie sobre él la venganza apropiada y la presente sentencia.
- 346/354 CTh.16.10.4 Idem aa. ad taurum praefectum praetorio. placuit omnibus locis adque urbibus universis claudi protinus templa et accessu vetito omnibus licentiam delinquendi perditis abnegari. volumus etiam cunctos sacrificiis abstinere. quod si quis aliquid forte huiusmodi perpetraverit, gladio ultore sternatur. facultates etiam perempti fisco decernimus vindicari et similiter adfligi rectores provinciarum, si facinora vindicare neglexerint. dat. kal. dec. constantio iiii et constante iii aa. conss. (346 [354?] dec. 1).

Se decidió que los templos debían cerrarse inmediatamente en todos los lugares y ciudades de la provincia, y que se prohibiría el acceso a todos aquellos que hubieran perdido la licencia para ingresar en ellos. También queremos abstenernos de todos los sacrificios. Resolveremos también vengar la destrucción de los recursos del tesoro. (También promulgado por Constante)
- CTh.16.8.7 Imp. constantius a. et iulianus c. ad talassium pf. p. si quis, lege venerabili constituta, ex christiano iudaeus effectus sacrilegis coetibus aggregetur, quum accusatio fuerit comprobata, facultates eius dominio fisci iussimus vindicari. dat. v. non. iul. mediolano, constantio a. ix. et iuliano caes. ii. coss. ista lex interpretatione non eget.

Si alguna persona, establecida por la venerable ley, se une a grupos sacrílegos por ser judeocristiano, después de ser probada la acusación, hemos ordenado que sus recursos sean reclamados en posesión del tesoro. 
- 353 CTh.16.10.5 Idem a. ad cerealem praefectum urbi. aboleantur sacrificia nocturna magnentio auctore permissa et nefaria deinceps licentia repellatur. et cetera. dat. viiii kal. dec. constantio a. vi et caes. ii conss. (353 nov. 23).

Deben abolirse los sacrificios nocturnos permitidos por la gran autoridad, y repelerse de ahora en adelante la nefasta licencia.
- 357 CTh.9.16.5 Idem a. ad populum. post alia: multi magicis artibus ausi elementa turbare vitas insontium labefactare non dubitant et manibus accitis audent ventilare, ut quisque suos conficiat malis artibus inimicos. hos, quoniam naturae peregrini sunt, feralis pestis absumat. dat. prid. non. decemb. mediolano constantio a. viiii et iuliano caes. ii conss. (357 dec. [?] 4).

Los que se han atrevido a perturbar los elementos naturales mediante artes mágicas no dudan en socavar la vida de los inocentes y se atreven a avivarlos con sus manos, para que cada uno se haga enemigos con artes malignas. Estos, como son extraños a la naturaleza, la peste salvaje los consume.
- 358 CTh.9.16.6 Idem a. ad taurum praefectum praetorio. etsi excepta tormentis sunt corpora honoribus praeditorum, praeter illa videlicet crimina, quae legibus demonstrantur, etsi omnes magi, in quacumque sint parte terrarum, humani generis inimici credendi sunt, tamen quoniam qui in comitatu nostro sunt ipsam pulsant propemodum maiestatem, si quis magus vel magicis contaminibus adsuetus, qui maleficus vulgi consuetudine nuncupatur, aut haruspex aut hariolus aut certe augur vel etiam mathematicus aut narrandis somniis occultans artem aliquam divinandi aut certe aliquid horum simile exercens in comitatu meo vel caesaris fuerit deprehensus, praesidio dignitatis cruciatus et tormenta non fugiat. si convictus ad proprium facinus detegentibus repugnaverit pernegando, sit eculeo deditus ungulisque sulcantibus latera perferat poenas proprio dignas facinore. dat. iii non. iul. arimini datiano et cereale conss. (358 iul. 5).

Todo mago, da igual la parte del mundo en la que se encuentre, debe ser considerado enemigo de la raza humana. Si fuera sorprendido en la compañía del César, que sea torturado por la guardia de honor y no huya de los tormentos. Si el preso resiste niega sus acciones aun habiendo sido demostradas, será encomendado al tormento con los cascos hundiéndose en sus costados.

### Bajo la dinastía valentiniana (363-380)
- 364 CTh.9.16.7 Impp. valent. et valens aa. ad secundum pf. p. ne quis deinceps nocturnis temporibus aut nefarias preces aut magicos apparatus aut sacrificia funesta celebrare conetur. detectum atque convictum competenti animadversione mactari, perenni auctoritate censemus. dat. v. id. sept. divo ioviano a. et varroniano coss.

interpretatio. quicumque* nocturna sacrificia daemonum celebraverit vel incantationibus daemones invocaverit, capite puniatur
Que en adelante nadie intente celebrar durante la noche oraciones malignas, artefactos mágicos o sacrificios fatales. Quien celebrara sacrificios a los demonios por la noche, o invocara demonios mediante encantamientos, debía ser castigado con la cabeza. Por Valentiniano I y Valente.
- 365 CTh.16.1.1 Impp. valentinianus et valens aa. ad symmachum praefectum urbi. quisquis seu iudex seu apparitor ad custodiam templorum homines christianae religionis adposuerit sciat non saluti suae, non fortunis esse parcendum. dat. xv kal. decemb. mediolano, valentiniano et valente aa. conss. (365 nov. [?] 17).

Quienquiera, ya sea juez o funcionario, que designe hombres de la religión cristiana para custodiar los templos, debe hacerles saber que no son perdonados ni de su salvación ni de su fortuna. Por Valentiniano I y Valente.
- 371 CTh.9.16.9 Imppp. valentinianus, valens et gratianus aaa. ad senatum. haruspicinam ego nullum cum maleficiorum causis habere consortium iudico neque ipsam aut aliquam praeterea concessam a maioribus religionem genus esse arbitror criminis. testes sunt leges a me in exordio imperii mei datae, quibus unicuique, quod animo inbibisset, colendi libera facultas tributa est. nec haruspicinam reprehendimus, sed nocenter exerceri vetamus. dat. iiii kal. iun. treviris gratiano a. ii et probo conss. (371 mai. 29).

No juzgo que la aruspicina tenga alguna asociación con las causas de las malas acciones, ni creo que la religión en sí o cualquier religión otorgada por los mayores sea un tipo de delito. Son testigos de las leyes que di al comienzo de mi imperio, por las cuales a todo aquel que bebía de su corazón (cree honestamente) se le daba la libre oportunidad de adorar. No reprendemos la aruspicina, pero prohibimos que se practique dañinamente. Por Valentiniano I, Valente y Graciano el Joven.
- 372 CTh.9.16.9 Impp. valentinianus et valens aa. ad ampelium praefectum urbi. ubicumque manichaeorum conventus vel turba huiusmodi repperitur, doctoribus gravi censione multatis his quoque qui conveniunt ut infamibus atque probrosis a coetu hominum segregatis, domus et habitacula, in quibus profana institutio docetur, fisci viribus indubitanter adsciscantur. dat. vi non. mart. treviris modesto et arinthaeo conss. (372 mart. 2).

Dondequiera que se encuentre una reunión de maniqueos o una multitud de este tipo, los maestros serán severamente multados y el resto de los allí reunidos serán separados de dicha asamblea, además las casas o lugares donde se realicen estas asambleas serán confiscadas por el tesoro (los emperadores no eran antimaniqueos únicamente por motivos religiosos, sino también porque se les asociaba con los persas, enemigos de los romanos en ese momento. Ya Diocleciano, en 302, veía la influencia persa como una amenaza para el Imperio). Por Valentiniano I y Valente.

### Bajo Teodosio (380-395)
- 381 CTh.16.5.7 Idem aaa. eutropio praefecto praetorio. si quis manichaeus manichaeave ex die latae dudum legis ac primitus a nostris parentibus in quamlibet personam condito testamento vel cuiuslibet titulo liberalitatis atque specie donationis transmisit proprias facultates, vel quisquam ex his aditae per quamlibet successionis formam collatione ditatus est, quoniam isdem sub perpetua inustae infamiae nota testandi ac vivendi iure romano omnem protinus eripimus facultatem neque eos aut relinquendae aut capiendae alicuius hereditatis habere sinimus potestatem, totum fisci nostri viribus inminentis indagatione societur. sive id marito sive propinquo aut cuilibet bene merito sive etiam filiis, quos tamen vitae eiusdem et criminis facinora sociata coniungent, sive etiam per interpositam quamlibet personam profuturum eidem, qui e tali hominum genere et grege repperitur, illicita liberalitate provenerit, caduci titulo vindicetur. (381 mai. 8).

Continuando con las medidas anti-colaboracionistas de Valentiniano I y Valente, el prefecto del pretorio Eutropio prohíbe a los maniqueos heredar o tomar herencia, hasta que el Tesoro haya comprobado que la herencia ha sido lícita y no hay peligro posible.
- 381 CTh.16.10.7 Imppp. gratianus, valentinianus et theodosius aaa. floro praefecto praetorio. si qui vetitis sacrificiis diurnis nocturnisque velut vesanus ac sacrilegus, incertorum consultorem se inmerserit fanumque sibi aut templum ad huiuscemodi sceleris executionem adsumendum crediderit vel putaverit adeundum, proscriptione se noverit subiugandum, cum nos iusta institutione moneamus castis deum precibus excolendum, non diris carminibus profanandum. dat. xii kal. ian. constantinopoli eucherio et syagrio conss. (381 dec. 21).

Aquel que prohíbe los sacrificios diarios y nocturnos, como si fuera un disgusto y un sacrilegio, se sumergiera en el consejo de lo desconocido, quedaría el mismo sometido a la proscripción. Edicto publicado por Graciano, Valentiniano II y Teodosio I para el prefecto del pretorio Floro con la intención de castigar a aquel que fuese injusto con los paganos y practicase artes oscuras.
- 382 CTh.16.5.9 Idem aaa. floro praefecto praetorio. quisquis manichaeorum vitae solitariae falsitate coetum bonorum fugit ac secretas turbas eligit pessimorum, ita ut profanator atque corruptor catholicae, quam cuncti suspicimus, disciplinae legi subiugetur, ut intestabilis vivat, nihil vivus impendat illicitis, nihil moriens relinquat indignis, omnia suis non moribus, sed natura restituat aut proximis, si deerit legitima successio, melius regenda dimittat, fisci dominio deficiente agnatione sine fraude molitionis intellegat obligata. haec de solitariis. (382 mart. 31).

El católico corrupto que adopte un modo de vida maniqueo queda despojado de sus bienes en favor del estado, así estos no se desperdiciaran en herederos indignos. 
- 382 CTh.16.10.8 Idem aaa. palladio duci osdroenae. aedem olim frequentiae dedicatam coetui et iam populo quoque communem, in qua simulacra feruntur posita artis pretio quam divinitate metienda iugiter patere publici consilii auctoritate decernimus neque huic rei obreptivum officere sinimus oraculum. ut conventu urbis et frequenti coetu videatur, experientia tua omni votorum celebritate servata auctoritate nostri ita patere templum permittat oraculi, ne illic prohibitorum usus sacrificiorum huius occasione aditus permissus esse credatur. dat. prid. kal. dec. constantinopoli antonio et syagrio conss. (382 nov. 30).

Decretamos, por autoridad del consejo público, que la casa antes dedicada a la congregación, y ahora también común al pueblo, siempre estará abierto, y no permitiremos que el oráculo manipule este asunto sigilosamente. Para que vuestra experiencia, habiendo observado toda la solemnidad de los votos, pueda por nuestra autoridad permitir que el templo se abra de tal manera que el oráculo no crea que en esta ocasión se permite el acceso al uso de los sacrificios prohibidos.
- CTh.3.7.2 Imppp. valentin., theodos. et arcad. aaa. cynegio pf. p. ne quis christianam mulierem in matrimonium iudaeus accipiat, neque iudaeae christianus coniugium sortiatur. nam si quis aliquid huiusmodi admiserit, adulterii vicem commissi huius crimen obtinebit, libertate in accusandum publicis quoque vocibus relaxata. dat. prid. id. mart. thessalonica, theodos. a. ii. et cynegio v. c. coss.

interpretatio. legis huius severitate prohibetur, ut nec iudaeus christianae matrimonio utatur, nec christianus homo iudaeam uxorem accipiat. quod si aliqui contra vetitum se tali coniunctioni miscuerint, noverint se ea poena, qua adulteri damnantur, persequendos, et accusationem huius criminis non solum propinquis, sed etiam ad persequendum omnibus esse permissam.
Se prohibía la unión entre un hombre cristiano y una mujer judía y viceversa, pudiendo no solo los parientes sino extraños denunciar esta unión, que sería calificada en términos legales como adulterio. Por Valentiniano II y Teodosio I.
- 385 CTh.16.10.9 Idem aaa. cynegio praefecto praetorio. ne quis mortalium ita faciendi sacrificii sumat audaciam, ut inspectione iecoris extorumque praesagio vanae spem promissionis accipiat vel, quod est deterius, futura sub execrabili consultatione cognoscat. acerbioris etenim inminebit supplicii cruciatus eis, qui contra vetitum praesentium vel futurarum rerum explorare temptaverint veritatem. dat. viii kal. iun. constantinopoli arcadio a. i et bautone v. c. conss. (385 mai. 25).

No sea que algún mortal se atreva a hacer así un sacrificio, para que por inspección del hígado y augurios externos reciba la vana esperanza de una promesa, o, lo que es peor, conozca el futuro bajo una consulta execrable. Porque aquellos que han intentado explorar la verdad de las cosas presentes y futuras, serán amenazados con una tortura más amarga.
- 388 CTh.16.4.2 Idem aaa. tatiano praefecto praetorio. nulli egresso ad publicum vel disceptandi de religione vel tractandi vel consilii aliquid deferendi patescat occasio. et si quis posthac ausu gravi adque damnabili contra huiusmodi legem veniendum esse crediderit vel insistere motu pestiferae perseverationis audebit, competenti poena et digno supplicio coherceatur. dat. xvi kal. iul. stobis theodosio a. ii et cynegio conss. (388 iun. 16).

Que nadie salga en público, ni discuta religión, ni negocie, ni transmita ningún plan. y si alguien de ahora en adelante cree que va a ir contra tal ley por una empresa grave y reprensible, o se atreve a insistir en una moción de perseverancia perniciosa, será restringido por un castigo competente y una ejecución digna. Edicto local en una zona rebelde.
- 389 CTh.16.5.18pr. Idem aaa. albino praefecto urbi. quicumque sub nomine manichaeorum mundum sollicitant, ex omni quidem orbe terrarum, sed quam maxime de hac urbe pellantur sub interminatione iudicii. (389 iun. 17).

Edicto local contra unos maniqueos revoltosos, se les ordena abandonar la ciudad bajo pena de juicio.
- 389 CTh.9.16.11 Imppp. valentinianus, theodosius et arcadius aaa. albino praefecto urbi. quicumque maleficiorum labe pollutum audierit deprehenderit occupaverit, ilico ad publicum protrahat et iudiciorum oculis communis hostem salutis ostendat. quod si quisquam ex agitatoribus seu ex quolibet alio genere hominum contra hoc interdictum venire temptaverit aut clandestinis suppliciis etiam manifestum reum malificae artis suppresserit, ultimum supplicium non evadat geminae suspicionis obnoxius, quod aut publicum reum, ne facinoris socios pulicaret, severitati legum et debitae subtraxerit quaestioni aut proprium fortassis inimicum sub huius vindictae nomine consilio atrociore confecerit. dat. xvii kal. sept. romae timasio et promoto conss. (389 aug. 16).

Será castigado como cómplice aquel que vea producirse un mal arte o plan y no lo denuncie. Por Valentiniano II y Teodosio I. 
- 391 CTh.16.10.10 Idem aaa. ad albinum praefectum praetorio. nemo se hostiis polluat, nemo insontem victimam caedat, nemo delubra adeat, templa perlustret et mortali opere formata simulacra suspiciat, ne divinis adque humanis sanctionibus reus fiat. iudices quoque haec forma contineat, ut, si quis profano ritui deditus templum uspiam vel in itinere vel in urbe adoraturus intraverit, quindecim pondo auri ipse protinus inferre cogatur nec non officium eius parem summam simili maturitate dissolvat, si non et obstiterit iudici et confestim publica adtestatione rettulerit. consulares senas, officia eorum simili modo, correctores et praesides quaternas, apparitiones illorum similem normam aequali sorte dissolvant. dat. vi kal. mart. mediolano tatiano et symmacho conss. (391 febr. 24).

Será castigado el que sacrifique a un inocente y al pecador que se arrodille frente a una imagen para expiar sus pecados, no se le expiarán. Además el hombre que haya realizado una arte oscura y quiera expiarse en un templo, deberá pagar 15 libras de oro de forma inmediata.
- 392 CTh.16.10.12 Imppp. theodosius, arcadius et honorius aaa. ad rufinum praefectum praetorio. nullus omnino ex quolibet genere ordine hominum dignitatum vel in potestate positus vel honore perfunctus, sive potens sorte nascendi seu humilis genere condicione ortuna in nullo penitus loco, in nulla urbe sensu carentibus simulacris vel insontem victimam caedat vel secretiore piaculo larem igne, mero genium, penates odore veneratus accendat lumina, imponat tura, serta suspendat. (392 nov. 8).

Nadie de ningún tipo, de ningún rango, ni colocado en el poder, ni honrado, ni poderoso por la suerte de su nacimiento, ni nacido en una casta inferior, en ningún lugar lejano, en ninguna ciudad, debe matar a una víctima inocente con arma ritual y quemar su hogar. Por Teodosio I, Arcadio y Honorio.

## Debate historiográfico sobre el fin del paganismo
En contra por lo mantenido tradicionalmente de que el cristianismo se impuso en el Imperio romano en el siglo IV, el historiador Peter Brown, reconocido por The Oxford Handbook of Late Antiquity como el «pionero» en el estudio de la Antigüedad tardía, ha afirmado que la desaparición del politeísmo grecorromano fue «larga y lenta» y que duró desde el siglo III al VII.

La creencia de que la Antigüedad tardía fue testigo de la muerte del paganismo y del triunfo del monoteísmo, cuando una sucesión de emperadores cristianos desde Constantino hasta Teodosio II desempeñaron el papel que Dios les había asignado de abolir el paganismo, no es historia real sino, más bien, una "representación" de la historia de la época creada por "una brillante generación de escritores, polemistas y predicadores cristianos en la última década de este período".

La iglesia cristiana creía que la victoria sobre los «falsos dioses» había comenzado con Jesús y señaló la conversión de Constantino en 312 como el fin –el cumplimiento final– de esta victoria celestial, a pesar de que los cristianos constituían sólo alrededor del 15% de la población del imperio a principios del siglo IV. Esta narrativa se impuso dentro de la literatura cristiana a lo que, según Pierre Chuvin, había sido en realidad un «siglo vacilante».
Las fuentes históricas están llenas de episodios de conflicto; sin embargo, varios historiadores han señalado que los acontecimientos de la Antigüedad tardía fueron a menudo dramatizados por razones ideológicas. Jan N. Bremmer ha expuesto que la violencia religiosa en la Antigüedad tardía se restringe principalmente a la retórica violenta: «en la Antigüedad, no toda la violencia religiosa fue tan religiosa, y no toda la violencia religiosa fue tan violenta».
Por su parte Peter Brown ha sostenido que la «caída de Roma» es un tema que lleva a muchos a «polémicas tendenciosas y mal fundamentadas». Los relatos cristianos antiguos proclaman una victoria uniforme, mientras que cierta historiografía actual comienza con la «superioridad infinita» del Imperio Romano basada en una «imagen idealizada» del mismo, y luego continúa con relatos vívidos de sus enemigos desagradables, ignorantes y violentos (los bárbaros y los cristianos), todo lo cual pretende enmarcar una «grandiosa teoría de la catástrofe de la que no habrá retorno durante medio milenio». El problema con esto, según Brown, es que «gran parte de esta "Gran Narrativa" está equivocada; es una historia bidimensional». Sobre todo porque rara vez se habla de los enfrentamientos entre los propios paganos, al ser el paganismo un hiperónimo para referirse a cualquier religión no cristiana, dejando de lado las diferentes relaciones que tenían los cristianos con cada culto pagano en particular y las relaciones que los diferentes cultos paganos tenían entre sí.
Peter Brown y otros como Noel Lenski y Glen Bowersock afirman que «a pesar de toda la propaganda cristiana (sobre todo medieval), Constantino y sus sucesores no lograron poner fin al paganismo ni tenían tal intención». Las similitudes previamente infravaloradas en el lenguaje, la sociedad, la religión y las artes, así como las investigaciones arqueológicas actuales, indican que el paganismo declinó lentamente durante dos siglos completos o más en algunos lugares, ofreciendo así un argumento a favor de la continua vitalidad de la cultura romana mucho después de la dinastía de Constantino.
Por otro lado, la evidencia arqueológica indica que el declive del paganismo fue pacífico en muchos lugares del imperio, por ejemplo en Atenas, y fue relativamente no conflictivo, exponiendo la evolución natural del politeísmo greco-romano al monoteísmo.